# Хргович, Филип
Филип Хргович (хорв. Filip Hrgović; род. 4 июня 1992, Загреб, Хорватия) — хорватский боксёр-профессионал, выступающий в тяжёлой весовой категории. Бронзовый призёр Олимпийских игр (2016), чемпион Европы (2015), чемпион мира среди молодежи (2010) в любителях. Среди профессионалов действующий чемпион WBO International (2025—н.в) в тяжёлом весе, бывший обязательный претендент на титул чемпиона мира по версии IBF (2022—2024), бывший чемпион по версиям IBF International (2020—2022) и WBC International (2018—2020) в тяжёлом весе.
Лучшая позиция в рейтинге BoxRec — 9-я (сентябрь 2023) и является 1-м среди хорватских боксёров тяжёлой весовой категории, а по рейтингам основных международных боксёрских организаций занимает: 6-ю строчку рейтинга WBC, 5-ю строчку рейтинга WBA 12-ю строчку рейтинга IBF, 2-ю строчку рейтинга WBO — входя в ТОП-10 лучших тяжеловесов всего мира.

## Биография
Родился в 1992 году в Загребе.

## Любительская карьера

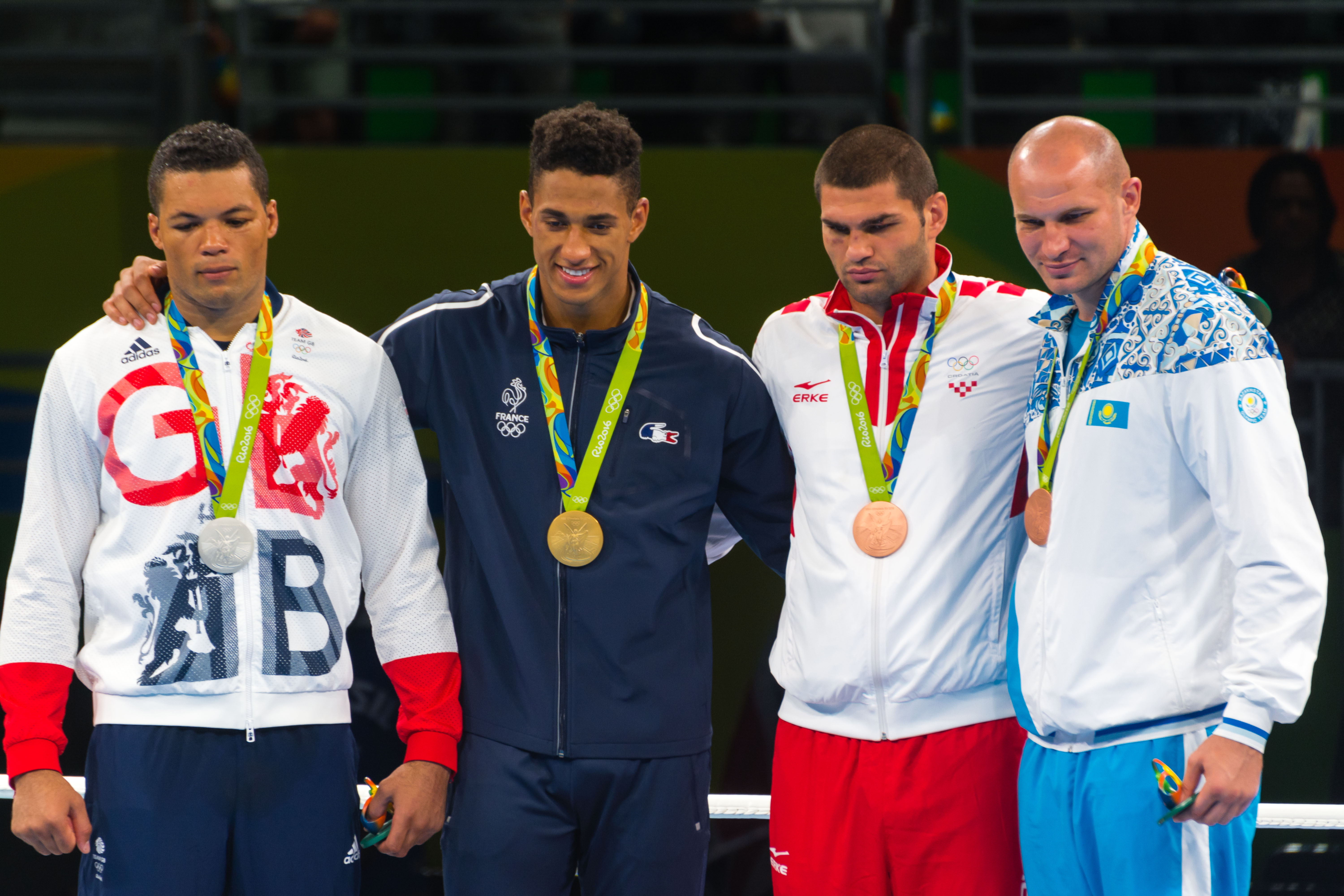
Pódio da categoria peso superpesado acima de 91kg masculino, Jogos Olímpicos Rio 2016

В 2010 году стал чемпионом мира среди юниоров победив в полуфинале новозеландца Джозефа Паркера, а в финале победив французского боксёра Тони Йоку.
В апреле 2012 года в Трабзоне (Турция) участвовал в Европейском лицензионном турнире на котором разыгрывались именные путевки на предстоящие Олимпийские игры в Лондоне, где в 1/8 финала соревнований досрочно во 2-м раунде победил эстонца Каспара Ваха, но в четвертьфинале проиграл со счётом 14:15 опытному российскому боксёру Магомеду Омарову.
В августе 2015 года стал чемпионом Европы завоевав золото в Самокове (Болгария).
В августе 2016 года в Рио-де-Жанейро (Бразилия) на Олимпийских играх 2016 года в супертяжелом весе, в в 1/8 раунде соревнований победил боксёра из Турции Али Эрен Демирезен (3:0). В четвертьфинале техническим нокаутом победил опытного кубинца Ленье Перо. Но в полуфинале в упорном бою потерпел поражение решением большинства судей (1:2) от опытного француза Тони Йока — ставшего в итоге олимпийским чемпионом 2016 года.

## Профессиональная карьера
30 сентября 2017 года начал профессиональную карьеру боксёра победив техническим нокаутом в 1-м же раунде опытного бразильского джорнимена Рафаэля Зумбано Лове. Уже в первом раунде Филип сначала отправил соперника в нокдаун парой правых в голову, а когда Рафаэль смог продолжить встречу, принялся безответно вколачивать в него удары вплоть до вмешательства рефери. Изначально по информации Boxrec, соперником Филипа в 8-раундовом поединке должен был станет небитый бельгиец Али Багуз.
27 октября 2017 года в Шверине (ФРГ) провёл второй меньше чем за месяц бой, затратив 2 минут и 59 секунд на то, чтобы забить ранее не знавшего поражений чеха Павела Соура.
27 января 2018 года в провел поединок в Риге (Латвия) в андеркарде полуфинала Всемирной суперсерии бокса,  Александр Усик - Майрис Бриедис. Соперником Хрговича стал британец Том Литтл. Хргович победил техническим нокаутом в 4 раунде.
24 февраля 2018 года в Нюрнберге (Германия) встретился с ирландским джорнименом Шоном «Big Sexy» Тёрнером. Тернер не дал фавориту шансов нокаутировать себя, при этом и сам несколько раз неплохо приложился. Поединок прошёл всю дистанцию. В целом, просто хороший «рабочий» бой для проспекта, чтобы почувствовать раунды. Итог — 79-73 и дважды 80-72 в пользу Хрговича. UD 8.
9 июня 2018 года в Мюнхене (Германия) провел бой против небитого домашнего мексиканца Филиберто Товара, победив ТКО в 4 раунде.
С июля 2018 года к домашнему поединку 8 сентября в Загребе его начал готовить известный тренер Педро Диас. Бывший главный тренер Юсуф Хасан остался в команде в ином качестве. Диас в своё время работал с национальной сборной Кубы, а после бегства с острова в 2000 году — с такими профибойцами, как Мигель Котто, Гильермо Ригондо, Феликс Диас, Одланьер Солис, Григорий Дрозд и другими.

#### Бой с Амиром Мансуром
8 сентября 2018 года в Загребе (Хорватия) одержал первую знаковую победу в профессиональном боксе — победив 46-летнего американца Амира Мансура, завоеван интернациональный титул по версии WBC. Бой был остановлен в 3-й трёхминутке после того, как Мансур оказался на канвасе во второй раз. Стоит отметить колоссальную разницу в возрасте соперников. Хргович был младше Мансура на 20 лет.

#### Бой с Эмиром Ахматовичем
4 декабря 2021 года в Лас Вегасе (США) нокаутировал уроженца Сербии Эмира Ахматовича (10-1, 7 КО) и защитил пояс IBF International. Андердог неплохо начал бой: классно защищался корпусом, дважды попал правым через руку, неплохо контрил левым хуком. Но прессинг и ударная мощь Хрговича сказались — уже к концовке стартового раунда он контролировал ход поединка, а во 2-й трёхминутке дважды ронял соперника. В начале 3-го раунда Ахматович взял колено, и рефери остановил бой. Победа Хрговича ТКО 3.

#### Бой с Чжаном Чжилэем
20 августа 2022 года в Джидде (Саудовская Аравия), в конкурентном бою, единогласным решением судей (счёт: 114-113, 115-112 — дважды) победил небитого опытного 39-летнего китайца Чжана Чжилэй, и завоевал статус обязательного претендента на титул чемпиона мира по версии IBF в тяжёлом весе. Бой был близким и закончился спорным решением судей. После случайного нокдауна в первом раунде Хргович захватил инициативу, однако Жангу быстро удалось выровнять поединок, и шестой раунд получился для хорватского боксера очень тяжёлым. В дальнейшем был примерно равным, хотя Жанг из-за усталости был пассивен в заключительном раунде.

#### Бой с Демси МакКином
12 августа 2023 года в Лондоне (Великобритания), в рамках шоу Энтони Джошуа - Роберт Хелениус, состоялся бой с австралийцем Демси Маккинем. Поединок проходил в разном темпе, но лучше выглядел Хргович. Казалось, что хорват победит решением судей, однако он в последнем раунде техническим нокаутом победил соперника. Филип сохранил статус обязательного претендента на титул IBF Александра Усика.

### Ситуация с поясом IBF
Контракт на бой между Александром Усиком и Тайсоном Фьюри за звание абсолютного чемпиона мира был официально подписан 29 сентября 2023 года. Об этом сообщил ESPN, позже эту информацию подтвердили оба чемпиона в своих соцсетях. IBF уведомила команды Фьюри и Усика о том, что победитель их боя должен провести обязательную защиту титула против Хрговича без всяких промежуточных боев, и что просьба о предоставлении отсрочки удовлетворена не будет. И если Фьюри и Усик решат провести матч-реванш, то Хргович проведет бой за вакантный титул против другого претендента с верхних строчек рейтинга.

#### Бой с Марком Де Мори
23 декабря 2023 года в Эр-Рияде (Саудовская Аравия), в андеркарде супершоу топовых супертяжеловесов «Энтони Джошуа — Отто Валлин» встретился с опытным 41-летним австралийским ветераном Марком Де Мори. Конкурентного боя не получилось и первая же атака привела к нокдауну когда Де Мори присел в углу у канатов, а рефери отсчитал ему. В следующей атаке хорват нанёс несколько силовых ударов справа, Мори начал отворачиваться от соперника и рефери был вынужден остановить бой - мисматч. После победы над таким соперником Хргович назвал себя лучшим тяжем на планете и выразил желание встретиться с победителем боя Усик - Фьюри либо биться за вакантный пояс IBF если они решат проводить реванш.

#### Бой с Даниелем Дюбуа
1 июня 2024 года в Саудовской Аравии прошёл бой с британцем Даниелем Дюбуа за титул временного чемпиона IBF. Этот поединок был запланирован как часть программы главного события вечера – боя Деонтэй Уальдер - Чжан Чжилей. Хргович хорошо начал бой выиграв пару стартовых раундов за счёт точных одиночных попаданий. Но начиная с третьего раунда британец втянулся в бой: подключил солидный джеб и начал активно работать на ногах. Даниель смог переломил ход боя и начал забирать раунды, Хргович же который начал стремительно уставать. Начиная с 6-го раунда Дюбуа полностью взял контроль боя в свои руки. Cущественной проблемой хорвата стала сечка. В 7-м раунде Дюбуа чуть не нокаутировал Филиппа, но тот всё же смог выстоять, а в 8-м раунде рассечение Хрговича было осмотрено врачом, после чего рефери остановил бой зафиксировав ТКО в пользу Дюбуа.

#### Бой с Джо Джойсом
5 апреля 2025 года в Манчестере состоялся поединок против британца Джо Джойса, который изначально должен был драться с соотечественником Диллианом Уайтом, но тот получил травму. Вечер бокса организован Френком Уорреном и это первое шоу по новому контракту со стриминговым сервисом DAZN. Бой прошёл в зрелищной манере в обменах ударами между соперниками. Хргович получил рассечение в самом начале боя, но оно не повлияло на исход боя. Хорват был точнее, что показала статистика и действовал более собрано. Джойс боксировал размашисто, часто заваливался за ударом и был медлителен. Во второй половине боя спортсмены устали, но бой завершили по очкам. Судьи отдали победу Хрговичу единогласным решением: 96-95, 97-93, 98-92. Статистика ударов Compubox: Джойс выбросил больше ударов: 522 на 502, но точнее был Хргович: 140 на 253, точность джебов за Джойсом: 67 на 47, но Хргович солидно впереди по силовым: 73 на 206. 

#### Бой с Дэвидом Аделейе
16 августа 2025 года в Саудовской Аравии встретился c 9-ым номером рейтинга WBO Дэвидом Аделейе. Первый раунд прошёл в пристрелочно - ознакомительной манере. Хргович прессинговал и выбрасывал больший тоннаж ударов. Соперник старался сконтрить, работал вторым номером. Во втором раунде Хргович дейстовал многоударно, комбинационно, проодила связка по этажам "голова - туловище". Однако британец ответил на это одним весомым эпизодом донеся точный левый джеб открывший серёзное рассечение. Хргович был осмотрен доктором между раундами. Рассечение дало Хрговичу дополнительный стимул, он увеличил давление. Следующие раунды прошли под дистовку фаворита. Логичным завершением доминации стал нокдаун в 8-ом раунде в котром оказался Аделейе. Потрясенный британец смог встать и даже смог ответить несколькими точными боковыми. Последние раунды прошли в вязкой борьбе уставшие боксеры клинчевали,чут лучше выглядел хорват. Судьи: 98-91, 99-90 и 99-90 в пользу фаворита. Он защитил свой титул WBO International и уверенное положение в рейтинге всех боксерски федераций.

## Статистика профессиональных боёв
В таблице перечислены результаты всех поединков боксёров.
В каждой строке указан результат поединка. Дополнительно номер поединка обозначен цветом, который обозначает итог поединка. Расшифровка обозначений и цветов представлена в нижеследующей таблице.
| Пример | Расшифровка                     |
| ------ | ------------------------------- |
|        | Победа                          |
|        | Ничья                           |
|        | Поражение                       |
|        | Планируемый поединок            |
|        | Поединок признан несостоявшимся |
| КО     | Нокаут                          |
| ТКО    | Технический нокаут              |
| PTS    | Решение судей (по очкам)        |
| UD     | Единогласное решение судей      |
| MD     | Решение большинства судей       |
| SD     | Раздельное решение судей        |
| RTD    | Отказ от продолжения боя        |
| DQ     | Дисквалификация                 |
| NC     | Поединок признан несостоявшимся |

| 20 поединков, 19 побед (14 нокаутом), 1 поражение. | 20 поединков, 19 побед (14 нокаутом), 1 поражение. | 20 поединков, 19 побед (14 нокаутом), 1 поражение. | 20 поединков, 19 побед (14 нокаутом), 1 поражение. | 20 поединков, 19 побед (14 нокаутом), 1 поражение.        | 20 поединков, 19 побед (14 нокаутом), 1 поражение. | 20 поединков, 19 побед (14 нокаутом), 1 поражение.                                                                                    |
| Бой                                                | Рекорд                                             | Дата боя                                           | Соперник                                           | Место проведения боя                                      | Результат                                          | Дополнительно |
| -------------------------------------------------- | -------------------------------------------------- | -------------------------------------------------- | -------------------------------------------------- | --------------------------------------------------------- | -------------------------------------------------- | --- |
| 20                                                 | 19-1                                               | 16 августа 2025                                    | Дэвид Аделей (14-1)                                | anb Arena, Эр-Рияд, Саудовская Аравия                     | UD 10                                              | Бой за титул чемпиона по версии WBO International (1-я защита Хрговича) в тяжёлом весе. Счёт судей: 99-90 (дважды), 98-91.            |
| 19                                                 | 18-1                                               | 5 апреля 2025                                      | Джозеф Джойс (16-3)                                | Co-op Live Arena, Манчестер, Великобритания               | UD 10                                              | Бой за титул чемпиона по версии WBO International в тяжёлом весе. Счёт судей: 97-93, 98-92, 96-95.                                    |
| 18                                                 | 17-1                                               | 1 июня 2024                                        | Даниель Дюбуа (20-2)                               | Kingdom Arena, Эр-Рияд, Саудовская Аравия                 | TKO 8 (12), 0:57                                   | Бой за вакантный титул временного чемпиона мира по версии IBF в тяжёлом весе.                                                         |
| 17                                                 | 17-0                                               | 23 декабря 2023                                    | Марк де Мори (41-2-2)                              | Kingdom Arena, Эр-Рияд, Саудовская Аравия                 | TKO 1 (10), 1:46                                   | |
| 16                                                 | 16-0                                               | 12 августа 2023                                    | Демси Маккин (22-0)                                | O2 Арена, Лондон, Великобритания                          | TKO 12 (12), 1:01                                  | |
| 15                                                 | 15-0                                               | 20 августа 2022                                    | Чжан Чжилэй (24-0-1)                               | Король Абдалла Спортс Сити, Джидда, Саудовская Аравия     | UD 12                                              | Завоевал статус обязательного претендента на титул чемпиона мира по версии IBF в тяжёлом весе. Счёт судей: 114-113, 115-112 (дважды). |
| 14                                                 | 14-0                                               | 4 декабря 2021                                     | Эмир Ахматович (10-0)                              | MGM Grand Garden Arena, Лас-Вегас, Невада, США            | TKO 3 (10), 0:40                                   | Защитил титул чемпиона по версии IBF International (2-я защита Хрговича) в тяжёлом весе.                                              |
| 13                                                 | 13-0                                               | 10 сентября 2021                                   | Марко Радонич (22-0)                               | Вёртерзе-Штадион, Клагенфурт-ам-Вёртерзе, Австрия         | RTD 3 (10), 3:00                                   | Защитил титул чемпиона по версии IBF International (1-я защита Хрговича) в тяжёлом весе.                                              |
| 12                                                 | 12-0                                               | 7 ноября 2020                                      | Райделл Букер (26-3)                               | Seminole Hard Rock Hotel & Casino, Холливуд, Флорида, США | TKO 5 (10), 0:43                                   | Завоевал вакантный титул чемпиона по версии IBF International в тяжёлом весе.                                                         |
| 11                                                 | 11-0                                               | 26 сентября 2020                                   | Александр Картозия (8-1-1)                         | Struer Arena, Струэр, Дания                               | KO 2 (8), 1:04                                     | |
| 10                                                 | 10-0                                               | 7 декабря 2019                                     | Эрик Молина (27-5)                                 | Diriyah Arena, Эд-Диръия, Саудовская Аравия               | KO 3 (12), 2:03                                    | Защитил титул чемпиона по версии WBC International (3-я защита Хрговича) в тяжёлом весе.                                              |
| 9                                                  | 9-0                                                | 24 августа 2019                                    | Марио Эредиа (16-6-1)                              | Centro de Usos Multiples, Эрмосильо, Сонора, Мексика      | TKO 3 (10), 0:43                                   | Защитил титул чемпиона по версии WBC International (2-я защита Хрговича) в тяжёлом весе.                                              |
| 8                                                  | 8-0                                                | 25 мая 2019                                        | Грегори Корбин (15-1)                              | MGM National Harbor, Оксон-Хилл, Мэриленд, США            | TKO 1 (10), 1:00                                   | Защитил титул чемпиона по версии WBC International (1-я защита Хрговича) в тяжёлом весе.                                              |
| 7                                                  | 7-0                                                | 8 декабря 2018                                     | Кевин Джонсон (33-11-1)                            | KC Drazen Petrovic, Загреб, Хорватия                      | UD 8                                               | Счёт: 80-71 (трижды). |
| 6                                                  | 6-0                                                | 8 сентября 2018                                    | Амир Мансур (23-2-1)                               | Арена Загреб, Загреб, Хорватия                            | KO 3 (12), 2:09                                    | Завоевал вакантный титул чемпиона по версии WBC International в тяжёлом весе.                                                         |
| 5                                                  | 5-0                                                | 9 июня 2018                                        | Филиберто Товар (9-0)                              | Мюнхен, Бавария, Германия                                 | TKO 4 (10), 1:50                                   | |
| 4                                                  | 4-0                                                | 24 февраля 2018                                    | Шон Тёрнер (12-1)                                  | Нюрнберг, Бавария, Германия                               | UD 8                                               | Счёт: 79-73, 80-72 (дважды). |
| 3                                                  | 3-0                                                | 27 января 2018                                     | Том Литтл (10-4)                                   | Арена Рига, Рига, Латвия                                  | TKO 4 (8), 2:15                                    | |
| 2                                                  | 2-0                                                | 27 октября 2017                                    | Павел Соур (6-0)                                   | Шверин, Мекленбург-Передняя Померания, Германия           | KO 1 (6), 2:59                                     | |
| 1                                                  | 1-0                                                | 30 сентября 2017                                   | Рафаэль Зумбано Лове (39-15-1)                     | Арена Рига, Рига, Латвия                                  | TKO 1 (6), 1:40                                    | Дебют в профессиональном боксе. |
| Бой                                                | Рекорд                                             | Дата боя                                           | Соперник                                           | Место проведения боя                                      | Результат                                          | Дополнительно |